# Eleider Álvarez
Eleider Álvarez Baytar (* 8. April 1984 in Apartadó) ist ein kolumbianischer Profiboxer und ehemaliger WBO-Weltmeister im Halbschwergewicht. Er lebt und trainiert in Kanada.

## Amateurkarriere
Álvarez ist Gewinner der Südamerikaspiele 2006, der Panamerikaspiele 2007, der Panamerikameisterschaften 2008 und der amerikanischen Olympiaqualifikation 2008. Dabei besiegte er auch zweimal den späteren dreifachen Weltmeister Julio César La Cruz. Bei einem Turnier 2008 in Venezuela schlug er zudem Yordanis Despaigne, zweifacher Medaillengewinner bei Weltmeisterschaften.
Er ging anschließend bei den Olympischen Spielen 2008 in Peking an den Start, schied jedoch im Achtelfinale umstritten nach einem +5:5-Punkturteil gegen Tony Jeffries aus. Zudem war er Teilnehmer der Weltmeisterschaften 2007 in Chicago. Dort besiegte er Mehdi Ghorbani, unterlag jedoch im anschließenden Achtelfinale gegen Ramadan Yasser.

## Profikarriere
Seinen Einstand als Profi gab er im August 2009 in Montreal mit einem K.o.-Sieg in der ersten Runde gegen den US-Amerikaner Jesse „Iron Jaw“ Sanders. Im Dezember 2011 gewann er den Nordamerikanischen Meistertitel des Verbandes WBO durch einen K.o.-Sieg in der ersten Runde gegen Emiliano Cayetano. Diesen verteidigte er erstmals im Juni 2012 einstimmig nach Punkten gegen Shawn Hawk, einen späteren WM-Herausforderer der WBO. Nach einer weiteren Titelverteidigung gegen den ehemaligen Europameister Danny McIntosh, gewann er im März 2013 auch den Nordamerika-Titel der WBA durch einen vorzeitigen Sieg gegen den Kanadier Nicholson Poulard.
Im September 2013 besiegte er mit Edison Miranda einen Veteranen der erweiterten Weltklasse sowie mit Andrew Gardiner und Alexander Johnson auch zwei Nachwuchstalente. Den ebenfalls unbesiegten Südafrikaner Ryno Liebenberg schlug er im Oktober 2014 in Monte-Carlo vorzeitig in der siebenten Runde. Er gewann damit den „Silver“-Titel der WBC.
Im Juni 2015 gelang ihm ein Sieg in der zweiten Runde gegen den Ukrainer Anatoli Dudschenko, der 2013 die deutsche Nachwuchshoffnung Robert Woge geschlagen hatte. Mit Isidro Prieto schlug er im August 2015 einen weiteren unbesiegten Gegner. Im November 2015 gelang ihm ein Punktesieg gegen den Südafrikaner Isaac Chilemba. Im Juli 2016 besiegte er den Australier Robert Berridge.
Am 24. Februar 2017 besiegte er den rumänischen Ex-IBF-Weltmeister Lucian Bute durch K. o. in der fünften Runde. Im Juni 2017 schlug er Jean Pascal nach Punkten. Am 4. August 2018 besiegte er den Russen Sergei Kowaljow durch TKO in der siebenten Runde und wurde dadurch WBO-Weltmeister im Halbschwergewicht. Den Titel verlor er am 2. Februar 2019 im direkten Rückkampf durch eine Punktniederlage an Kowaljow.
Im Januar 2020 besiegte er Michael Seals durch Knockout in der siebenten Runde und gewann dadurch die Titel WBO Intercontinental und WBC Continental Americas im Halbschwergewicht.
Am 22. August 2020 verlor er durch Knockout gegen Joe Smith junior.